# Fritz Bleyl
Fritz Bleyl, född 8 oktober 1880 i Zwickau och uppvuxen i Erzgebirge, död 19 augusti 1966 i Bad Iburg, Niedersachsen, var en tysk målare och arkitekt. 

## Biografi

Utställningsaffisch från 1906.

Bleyl lärde känna Ernst Ludwig Kirchner, Erich Heckel och Karl Schmidt-Rottluff under sin tid som student vid Technische Universität Dresden. Tillsammans bildade de konstnärsgruppen Brücke 1905. Bleyl specialiserade sig på att skapa grafik för gruppen och producerade bland annat utställningsaffischer. 
Efter att ha avslutat sina studier lämnade Bleyl så småningom Brücke 1907. Bleyl undervisade och arbetade som arkitekt under resten av sitt arbetsliv.